# Caserne Mangin (Mayence)
La Caserne Mangin, ou Caserne Kathen ou encore Baraquements Lee est une ancienne caserne de Mayence, dont la surface correspond à une grande partie du quartier de Gonsenheim. 

## Histoire
Les bâtiments de la caserne sont commencés en 1937-1938 : c'est un élément de la remilitarisation de la Rhénanie, dans le cadre du réarmement de la Wehrmacht, en violation des clauses du Traité de Versailles, selon lesquelles cette zone devait rester démilitarisée pour la sécurité de la France ; on lui donne alors le nom d'Hugo von Kathen, le dernier gouverneur militaire de la place de Mayence. Les travaux sont menés par le Wehrkreis XII de Wiesbaden, en collaboration avec le maire national-socialiste de Mayence, Robert Barth (de). 
Le site de 29 ha s'étend en partie sur Mombach et sur Gonsenheim. Mombach était incorporée à la ville de Mayence depuis 1907, tandis que Gonsenheim qui était restée indépendante jusque-là est invitée à choisir entre subvenir aux besoins de la caserne en électricité, en gaz et en eau, ou s'incorporer à la ville de Mayence. Le 1er avril 1938, Gonsenheim est incorporée de force dans la ville de Mayence.
La caserne, une fois achevée, est utilisée par le 72e régiment d'artillerie de campagne (Feldartillerieregiment). Une plaque commémorative dans le quartier des officiers fait mention du 3e régiment d'artillerie. 
Au cours de la guerre qui suivit, la caserne a été à plusieurs reprises la cible de raids aériens, en particulier le 19 octobre 1944.
Le 22 mars 1945, la guerre prenait fin pour Mayence, contrôlée par les troupes américaines. Le 9 juillet, la ville revient aux troupes françaises, avec pour commandant de la place Louis Théodore Kleinmann. Le même mois, le service des bâtiments du Reich (Reichsbauamt) de Mayence reçoit de l'administration française la consigne de restaurer la caserne von Kathen. Une fois la caserne restaurée, ce sont les troupes françaises qui l'utilisent, et lui donnent le nom du général Charles Mangin, qui avait été commandant en chef à Mayence des troupes d'occupation françaises sur le Rhin après la Première guerre mondiale. Il y a encore une inscription « Caserne Mangin » sur la porte d'entrée principale de la caserne. Pour adapter les bâtiments aux besoins des troupes d'occupation, les travaux furent confiés à la responsabilité de Gottfried Lenzen, qui gérait le service des bâtiments militaires (Militärbauamt) de Mayence.
En 1949, ce sont les troupes américaines qui reprennent les bâtiments, et rebaptisent la caserne Kathen en Lee Barracks, nom du célèbre général des armées sudistes de la guerre de sécession, Robert Lee. Les soldats américains, leurs familles, leurs appartements, le mess des sous-officiers, le Mainz Athletics, le Bowling et l'entreprise d'entretien des matériels (de), sise à la frontière avec Mombach, vont marquer pour les prochaines décennies le paysage de Gonsenheim. La réserve naturelle des Grands Sables (Großer Sand) est utilisée comme terrain d'exercice. 
Avec le Tournant de 1989 qui permet la réunification de l'Allemagne, on n'a plus besoin de forces armées importantes stationnées en Allemagne. La 8e division d'infanterie américaine qui occupait les lieux a été employée pendant les Opérations Desert Shield / Desert Storm (1990-1991) et une partie importante, en particulier le Ready First Combat Team, s'est installée au Moyen-Orient.
La 8e division a été désactivée, et le 17 janvier 1992 une cérémonie à Bad Kreuznach marquait le départ du contingent américain de Mayence. Le site a alors été reconverti en zone industrielle.

## Utilisation civile des lieux (depuis 1992)
Sur le site de l'ancienne caserne, s'étend dès lors un quartier de Gonsenheim, moyennant la restauration de certains bâtiments et la construction d'autres. Ainsi, en 1993 l'ancien bâtiment des officiers des n° 27-31 de la Canisiusstraße est transformé en logement des étudiants géré par le Studentenwerk de Mayence avec près de 220 chambres. En 2011, ce logement d'étudiants est vendu à un promoteur, qui en fait un immeuble d'appartements.
Pendant une première phase de restructuration, ont été mis en place par diverses entités près de 800 habitations, pour environ 2 000 personnes. Un ensemble de 2,3 ha autour de la Willy-Brandt-Platz, l'ancienne place d'armes, a été aménagé en espace vert comme centre d'une zone résidentielle. Dans les bâtiments récupérés de l'ancienne caserne Kathen, ont été aménagés environ 200 appartements pour une superficie habitable de 16 300 m2. L'Agence fédérale des réseaux s'est installée dans la partie sud de la zone reconvertie. Les bâtiments de la garnison qui subsistent au nord de la Canisiusstraße sont remarquables pour leur caractère urbain et ont été mis sous tutelle en 1998 comme stadtbildprägend (paysage urbain typique): l'ensemble est conçu de façon symétrique, avec des bâtiments de hauteur uniforme et d'allure arrondie, ce qui donne une impression d'unité harmonieuse.
Les noms actuels des rues dans l'ancienne caserne ont été choisis pour marquer la distance d'avec le national-socialisme que pourrait évoquer le nom de Kathen : Maria Sibylla Merian, Sophie Grosch (1874–1962), Hans Brantzen (1912–1979), Agnes Karll, Willy Brandt, Michael Forestier (1880–1951) ou encore Franz Ludwig Alexander, dernier maire de la commune autonome de Gonsenheim, qui œuvra avec Karl Külb (de) à une incorporation pacifique de la commune dans celle de Mayence en 1928.

## Source de la traduction
- (de) Cet article est partiellement ou en totalité issu de l’article de Wikipédia en allemand intitulé « Lee Barracks » (voir la liste des auteurs).